# Florence Guérin
Florence Guérin (ur. 12 czerwca 1965 w Nicei) – francuska aktorka filmowa i telewizyjna.
Już jako szesnastolatka nosiła koronę Miss Kina na Festiwalu Filmowym w Cannes 80. Debiutowała w dramacie Kaligula i Messalina (Caligula et Messaline, 1982). Grała małe role w muzycznej komedii romantycznej Claude’a Zidi Głupstwa na wakacjach (Les Sous-doués en vacances, 1982) u boku Daniela Auteuila oraz komediodramacie Rogera Vadima Przyjęcie - niespodzianka (Surprise Party, 1983). Podbiła serca włoskich widzów jako ozdoba komedii erotycznych z cyklu Nie mam nic pod spodem 2 (Sotto il vestito niente 2, 1988), które rozgrywają się w środowisku modelek, pośród luksusu i reklamy.

## Wybrana filmografia
- 2005: L’Homme qui voulait passer à la télé jako Sharon
- 2002–2003: Sekrety kobiet (Il Bello delle donne) jako Lilletta
- 2000: Matka mojego dziecka (The Donor) jako Sylvia
- 1997: Abus de méfiance
- 1992: Cattive ragazze
- 1992: Blondyneczka (La Bionda)
- 1990: Viaggio d'amore jako Driana
- 1990: Alcune signore per bene
- 1990: Quel Treno per Budapest
- 1989: Czarny kot (Il Gatto nero) jako Ann
- 1988: Nie mam nic pod spodem (Sotto il vestito niente 2) jako Melanie
- 1988: Faceless jako Florence Guérin
- 1987: Carla. Quattre storie di donne
- 1987: Scuola di ladri - parte seconda jako Susanna Volpi
- 1987: Montecarlo Gran Casinò jako Sylvia
- 1986: Le Couteau sous la gorge jako Catherine Legrand
- 1986: La Bonne jako Anna
- 1985: La Déclic jako Claudia Christiani
- 1985: D'Annunzio jako Clo Albrini
- 1984: Venus jako Florance
- 1983: Czarna Wenus (Black Venus) jako Louise
- 1983: Przyjęcie - niespodzianka (Surprise Party) jako Michele Sire
- 1983: Le Bourreau des coeurs jako Starlette
- 1982: Plus beau que moi, tu meurs
- 1982: Głupstwa na wakacjach (Les Sous-doués en vacances) jako B.B. 1
- 1982: Kaligula i Messalina (Caligula et Messaline)
- 1980: La Naissance du jour (TV)